# بيت الشدادي (المخادر)

تعديل مصدري - تعديل

بيت الشدادي محلة تابعة لقرية نجد ساهب، التابعة لعزلة بني سرحة بمديرية المخادر إحدى مديريات محافظة إب في الجمهورية اليمنية، بلغ تعداد سكانها 31 حسب تعداد اليمن لعام 2004.